# Columnata
Columnata är en fornlämning i Algeriet.   Den ligger i provinsen Tissemsilt, i den norra delen av landet, 160 km sydväst om huvudstaden Alger. Columnata ligger 916 meter över havet.
Terrängen runt Columnata är platt åt sydost, men åt nordväst är den kuperad.Runt Columnata är det ganska tätbefolkat, med 90 invånare per kvadratkilometer. Närmaste större samhälle är Tissemsilt, 14,2 km sydväst om Columnata. Omgivningarna runt Columnata är i huvudsak ett öppet busklandskap.